# Agapanthia persica
Agapanthia persica är en skalbaggsart som beskrevs av Semenov 1893. Agapanthia persica ingår i släktet Agapanthia och familjen långhorningar.
Artens utbredningsområde är Iran. Inga underarter finns listade i Catalogue of Life.